# Bourgognea grandis
Bourgognea grandis är en fjärilsart som beskrevs av Jean Bourgogne 1958. Bourgognea grandis ingår i släktet Bourgognea och familjen säckspinnare. Inga underarter finns listade i Catalogue of Life.